# River Ash (Themse)
Der River Ash ist ein Abzweig des River Colne in Surrey, England. Er zweigt an der südwestlichen Ecke des King George VI Reservoir vom River Colne ab und fließt in südöstlicher Richtung zunächst durch Staines und Ashford. An der nordwestlichen Ecke des Queen Mary Reservoir wendet sich der Ash nach Süden, um zunächst im Westen und dann wieder in südöstlicher Richtung im Süden entlang des Stausees und der Shepperton Studios zu fließen. Der Fluss passiert Shepperton im Norden und mündet am südlichen Ende des Wheatley’s Ait in die Themse.